# بيا ديكسترا
بيا ديكسترا (بالهولندية: Pia Dijkstra) هي سياسية وصحفية ومذيعة هولندية من حزب الديمقراطيون 66 ولدت في يوم 9 ديسمبر 1954 في بلدة فرانيكير في هولندا. هي عضوة في مجلس النواب الهولندي منذ سنة 2010.